# Nemzetközi Magyar Matematikai Verseny
A Nemzetközi Magyar Matematikaverseny magyar anyanyelvű középiskolásoknak kiírt matematikaverseny.
1991-ben Szegeden a Rátz László Vándorgyűlésen határozták el, hogy a magyar anyanyelvű középiskolás diákok számára matematikaversenyeket szerveznek. A verseny ötlete Bencze Mihály brassói és Oláh György komáromi matematikatanároktól származott. 1992-től évente rendezik meg a megmérettetést, amelyen 200-300 Kárpát-medencei diák és tanár vesz részt. A versenyek célja a matematikaversenyen túl az egységes magyar matematikai nyelv megteremtése, a különböző országok magyarlakta tájainak, kultúrájának, történelmének és szokásainak megismerése. 2014-től létezik 5-8. osztályosok részére is egy hasonló verseny.

## Szabályok
A versenyen 9–12. évfolyamos középiskolás diákok indulnak, évfolyamonként külön kategóriában. A verseny egyéni, régiók szerinti összehasonlítás nem készül.
A versenyen minden versenyzőnek 6 feladatot kell megoldani, ehhez 4 óra áll rendelkezésére. A feladatok egyformán 10-10 pontot érnek, de egy feladat több különböző módszerrel történő megoldásáért vagy általánosításáért pluszpontok szerezhetők. A feladatok megoldását indokolni kell.

## Kísérőprogramok
A versenyeket több (4-5) napos rendezvénysorozat kíséri, melyben helyet kapnak kulturális programok, kirándulások, sportesemények, illetve diákoknak és tanároknak szóló matematikai előadások is.

## A verseny szervezői
- Délvidéken: Szabó Magda
- Erdélyben: Bencze Mihály
- Felvidéken: Oláh György
- Kárpátalján: Elek Ernő, Neubauer Ferenc
- Magyarországon: Urbán János, Pintér Ferenc

## A verseny helyszínei
1. Komárom és Révkomárom (1992) Magyarország és Felvidék
2. Vác (1993) Magyarország
3. Ungvár (1994) Kárpátalja
4. Paks (1995) Magyarország
5. Székelyudvarhely (1996) Erdély
6. Kaposvár (1997) Magyarország
7. Szabadka (1998) Délvidék
8. Debrecen (1999) Magyarország
9. Dunaszerdahely (2000) Felvidék
10. Nagykanizsa (2001) Magyarország
11. Sepsiszentgyörgy (2002) Erdély
12. Eger (2003) Magyarország
13. Nagydobrony (2004) Kárpátalja
14. Miskolc (2005) Magyarország
15. Zenta (2006) Délvidék
16. Szeged (2007) Magyarország
17. Kassa (2008) Felvidék
18. Gyula (2009) Magyarország
19. Szatmárnémeti (2010) Erdély
20. Bonyhád (2011) Magyarország
21. Kecskemét (2012) Magyarország
22. Győr (2013) Magyarország
23. Csíkszereda (2014) Erdély
24. Szabadka (2015) Délvidék
25. Budapest (2016) Magyarország
26. Somorja (2017) Felvidék
27. Kaposvár (2018) Magyarország
28. Marosvásárhely (2019) Erdély
29. Miskolc (2023) Magyarország (a versenyt 2020-ban, 2021-ben és 2022-ben a COVID–19-világjárvány miatt nem rendezték meg)
30. Nagyvárad (2024) Románia

## Külső hivatkozások
- A Nemzetközi Magyar Matematika Verseny honlapja
- XVIII. Nemzetközi Magyar Matematikaverseny honlapja
- XXI. Nemzetközi Magyar Matematikaverseny honlapja